# Pałac w Szczedrzykowicach
Pałac w Szczedrzykowicach – wybudowany w 1885 r. w Szczedrzykowicach.

## Położenie
Pałac położony jest we wsi w Polsce, w województwie dolnośląskim, w powiecie legnickim, w gminie Prochowice.

## Historia
Obiekt wzniesiony dla Gottfrieda Schneidera, ówczesnego właściciela wsi. Budynek należy obecnie do Fundacji Centaurus, której głównym celem jest ochrona praw zwierząt oraz promowanie hipoterapii i terapii kontaktowych z pomocą zwierząt. 30.12.2012 r. spłonął dach. Pałac jest częścią zespołu, w skład którego wchodzi jeszcze park.